# Słucz-Kolonie
Słucz-Kolonie [ˈswut͡ʂ kɔˈlɔɲe] est un village polonais de la gmina de Radziłów dans le powiat de Grajewo et dans la voïvodie de Podlachie. Il se situe à environ 4 kilomètres à l'ouest de Radziłów, à 27 kilomètres au sud de Grajewo et à 64 kilomètres au nord-ouest de Białystok. 